# Еленин (посёлок)
Еле́нин — посёлок в Аткарском районе Саратовской области, входит в состав Барановского муниципального образования.

## География
Посёлок находится на левом берегу реки Медведица, на расстоянии примерно 17 км (по прямой) к северу от города Аткарск, административного центра района.

### Часовой пояс
Посёлок Еленин, как и вся Саратовская область, находится в часовой зоне МСК+1. Смещение применяемого времени относительно UTC составляет +4:00.

## Население
| 2010 |
| ---- |
| 3    |

### Национальный состав
Согласно результатам переписи 2002 года, в национальной структуре населения русские составляли 95 % из 21 чел.

## Улицы
В посёлке имеется одна улица: Прибрежная.